# سارا پریش
سارا پریش (انگلیسی: Sarah Parish؛ زادهٔ ۷ ژوئن ۱۹۶۸) بازیگر اهل بریتانیا است. وی از سال ۱۹۹۳ میلادی تاکنون مشغول فعالیت بوده‌است. او در مجموعهٔ تلویزیونی خانواده هتفیلد و مک‌کوی، قلب‌ها و استخوان‌ها، تاریخ عروسی، طبابت در پیک، عکس جدایی و واسپاری نقش‌آفرینی کرده‌است.